# Kepler-10c
Kepler-10c är en massiv stenig exoplanet i omloppsbana runt stjärnan Kepler 10.  Den upptäcktes 2011, och visade sig 2014 vara en så kallad megajord.
Den är 2.3 gånger större än jorden och 17 gånger tyngre.
För Kepler-10c att gå ett varv runt sin sol tar det 45 dagar . Den har en högre densitet än Jorden vilket kan betyda att den har en stenigare yta. Dens avstånd till Kepler-10 är en fjärdedel av avståndet mellan Jorden och solen.

### Fotnoter
1. ↑  Robert Cumming (3 juni 2014). ”Megajord: Kepler-10c är den första planeten i sitt slag”. Populär astronomi. http://www.popast.nu/2014/06/megajord-kepler-10c-ar-forsta-planeten-i-sitt-slag/. Läst 16 augusti 2015.
2. ↑  ”The Strangest Alien Planets (Gallery)”. Space.com. http://www.space.com/159-strangest-alien-planets.html. Läst 20 oktober 2015.
3. 1 2   (på engelska) Kepler-10c. https://en.wikipedia.org/w/index.php?title=Kepler-10c&oldid=679845060. Läst 20 oktober 2015.